# Sprężarka promieniowa

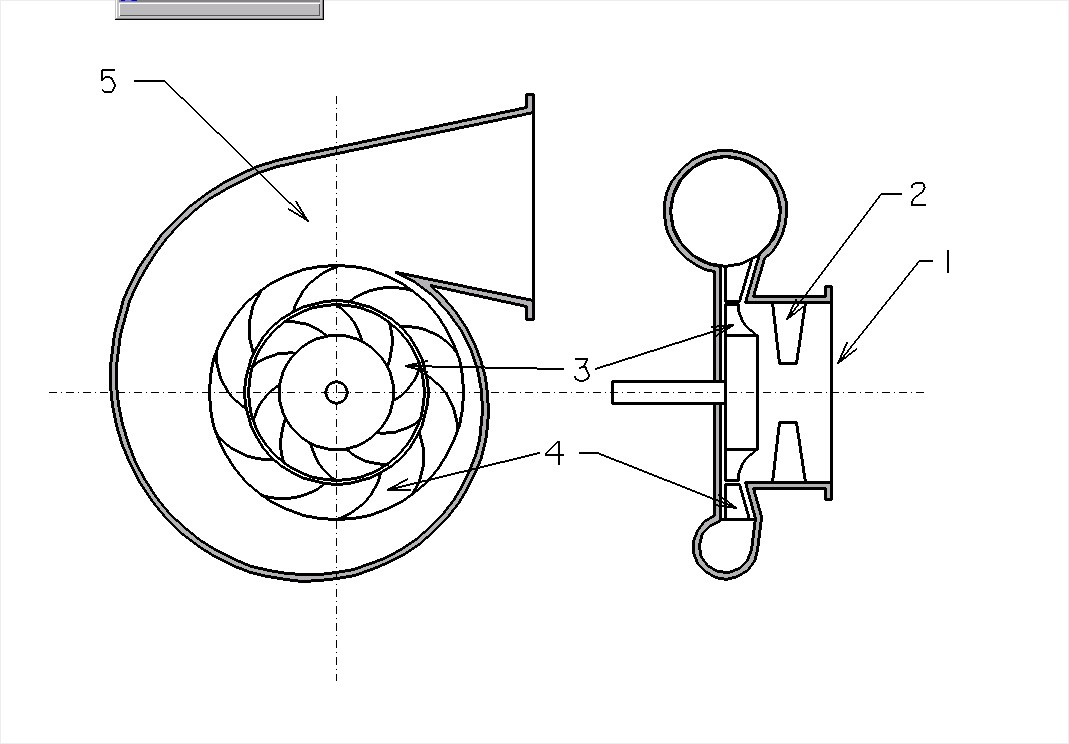

Sprężarka promieniowa – sprężarka właściwa przepływowa, w której przepływ gazu przez wirnik jest promieniowy.
Rysunek pokazuje schemat typowej sprężarki promieniowej. Gaz wpływając przez króciec ssawny (1) napotyka kierownicę wstępną (2), której zadaniem jest wstępne zawirowanie gazu. Łopatkowy wirnik (3) przyspiesza gaz, który po jego opuszczeniu napotyka kierownicę zawirnikową (4), w której korygowany jest kierunek przepływu gazu oraz energia kinetyczna częściowa zamieniana na energię potencjalną. Gaz opuszcza sprężarkę przez spiralny dyfuzor (5).
Sprężarki promieniowe charakteryzują się wysoką sprawnością, gdy pracują przy parametrach nominalnych oraz posiadają wysoki spręż π ≤ 3.